# Der Mann mit der Maske (1994)
Der Mann mit der Maske ist ein im Jahr 1994 vom Südwestfunk (SWF) produzierter zweiteiliger Fernsehfilm von Peter Schulze-Rohr und Fred Breinersdorfer.

## Handlung
Erster Teil

Westdeutschland um 1990: Ein maskierter Serienvergewaltiger, im Volksmund  „Zorro“ genannt, versetzt eine Universitätsstadt in Angst und Schrecken. Von seinen Opfern verlangt er unter anderem, den Satz zu sagen: „Ich bin eine Hure.“ Oberstaatsanwalt Arthur Schild und Kriminalkommissar Konrad Gawileck sehen sich einem großen öffentlichem Druck ausgesetzt, den Täter zu fassen. Überstürzt lassen sie einen Kaplan festnehmen, der mit verdächtigen Sexwünschen bei Prostituierten aufgefallen war, doch es stellt sich seine Unschuld heraus – eine Blamage für Schild und Gawileck. Arthur Schild macht sich indessen Sorgen um seinen Sohn Bernd. Der erfolgreiche und karriereorientierte Jurastudent, Mitglied in einer traditionsreichen schlagenden Studentenverbindung, hatte noch nie eine Freundin und zeigt sich in dieser Hinsicht bemerkenswert zurückhaltend. Besonders Bernds Mutter, eine äußerst konservative und harte Frau, setzt ihren Sohn erheblich unter Druck, jetzt kurz vor dem Examen endlich eine potentielle Schwiegertochter zu präsentieren. Als Frau Schild im Auto ihres Sohnes Hefte mit Gewaltpornografie findet und ihn entsetzt zur Rede stellt, redet Bernd sich heraus, er wollte die Hefte einem Kommilitonen aus der Verbindung unterjubeln, um diesem einen Streich zu spielen. 
Bernd bandelt mit Irene Häussler an, einer selbstbewussten und emanzipierten Studentin von eher einfacher Herkunft. Doch sie erscheint seiner Mutter, die sie von oben herab nur als „das Jeansmädchen“ bezeichnet, offenbar als nicht ausreichend elegant und standesgemäß. Irene beklagt sich bei einer Freundin darüber, dass ihr Bernd eigenartig verklemmt vorkomme und er sie noch nicht einmal richtig geküsst habe. Als sie Bernd schließlich verführen will, rastet dieser aus. Außer sich vor Aggressivität erklärt er Irene, dass es allein das Recht des Mannes sei, den ersten Schritt beim Sex zu machen und beschimpft sie als „Hure“. Da keimt in Irene der böse Verdacht, dass Bernd der gesuchte Vergewaltiger sein könnte. 
„Zorro“ schlägt kurz darauf wieder zu, sein Opfer ist die 18-jährige Mascha Thiemann. Die reagiert zusätzlich fassungslos, als die Polizeibeamten nicht besonders einfühlsam intime Details über ihre sexuellen Vorlieben wissen wollen und sich offenbar darüber mokieren, dass sie noch Jungfrau war. Irene nimmt Kontakt mit Mascha auf und gelangt im Gespräch über die Umstände der Tat immer mehr zu der Überzeugung, dass Bernd Schild der „Mann mit der Maske“ ist. Sie geht mit diesem Hinweis zur Polizei. Doch Mascha Thiemann kann Bernd bei einer Gegenüberstellung nicht eindeutig identifizieren. Arthur Schild wird als Vater des Verdächtigen zwar von den Ermittlungen abgezogen, doch unternimmt er alles, um bei seinem guten Freund Kommissar Gawileck den Verdacht von seinem Sohn weg zu lenken. Dabei vertuscht er sogar Indizien. Gawileck droht Irene schließlich mit einer Strafanzeige wegen übler Nachrede und falscher Verdächtigung, sollte sie nicht unverzüglich ihre Verdacht begründenden Aussagen zurücknehmen. Die Ermittlungen gegen Bernd werden eingestellt.
Zweiter Teil

Drei Jahre sind vergangen, Bernd Schild hat seine Examen mit Prädikat bestanden und ist jetzt als Richter tätig. Ebenfalls seit drei Jahren ist die Vergewaltigungsserie abgerissen. Der Fall „Zorro“ liegt ungeklärt bei den Akten. Mascha Thiemann hat das seelische Trauma der brutalen Vergewaltigung allerdings nicht überwunden und nimmt sich das Leben. Die einzigen Trauergäste bei ihrem würdelosen Sozialbegräbnis sind Irene Häussler und Steffen, ein Bekannter Maschas. Irene ist nach wie vor von Bernds Täterschaft überzeugt. Sie sucht ihn auf und erzählt ihm von Maschas Suizid, doch Bernd reagiert darauf nur überheblich grinsend und spöttisch. Zusammen mit Steffen wagt Irene bei den Justizbehörden einen erneuten Vorstoß gegen Bernd. Da der Beschuldigte nun Richter ist und sich der Generalstaatsanwalt einschaltet, kann die Angelegenheit nicht mehr so einfach abgebogen werden. Als Kommissar Gawileck bei den Ermittlungen herausfindet, dass einige Jahre zuvor in einer anderen Universitätsstadt eine Vergewaltigung nach genau demselben Muster geschehen ist und Bernd Schild sich genau zu dieser Zeit zu einem Repetitorium dort aufgehalten hat, glaubt nun auch er an Bernds Täterschaft. 
Bernd wird vom Dienst suspendiert, in Untersuchungshaft genommen und angeklagt. Seinem Vater gegenüber macht er eine Bemerkung, die man als Geständnis verstehen kann. Arthur Schild macht daraufhin bei der Gerichtsverhandlung als naher Angehöriger von seinem Recht Gebrauch, die Aussage zu verweigern. Bernd Schild leugnet vor Gericht weiter die Tat und lässt seinen Rechtsanwalt, einen renommierten Studienkollegen seines Vaters, kaum zu Wort kommen, sondern verteidigt sich auf rhetorisch eindrucksvolle Weise selbst. In der Schlusssequenz wird Bernd aus Mangel an Beweisen freigesprochen. Der Vorsitzende Richter führt – formal juristisch völlig korrekt – aus, dass ein Freispruch zwingend erfolgen müsse, wenn ein Angeklagter nicht zweifelsfrei überführt werden konnte. Ob Bernd Schild schuldig sei oder nicht, wisse aber nur er selbst und vermutlich sein Vater, dem allerdings das Recht zu schweigen zukomme.

## Hintergrund
Sebastian Koch spielte in Der Mann mit der Maske eine seiner ersten großen Hauptrollen. Nicolette Krebitz stand kurz vor ihrem großen Durchbruch als bekannte Schauspielerin, den sie im selben Jahr mit dem Spielfilm Ausgerechnet Zoé schaffte. Die beiden Teile des Films wurden am 15. und 17. April 1994 im Ersten Programm der ARD erstausgestrahlt.

## Kritik
- „Die 200 Sendeminuten waren ein einziger Genuss, einem altmodisch gewordenen Fernsehspiel zuzuschauen, das sich für Menschen interessierte und alle Zwischentöne und Stimmungen zwischen ihnen.“ (Frankfurter Rundschau)

- „[...] enttäuschend, wie lieblos und nebensächlich der Autor mit den Frauenrollen verfährt, wie tragisch überhöht jeweils die männlichen Protagonisten erscheinen.“ (Funkkorrespondenz)

## Preise und Nominierungen
- Preisträger Goldener Gong 1994 für Buch und Regie
- Nominierung Telestar 1994 für Buch und Regie